# Hoehnea
Hoehnea  é um gênero botânico da família Lamiaceae

## Espécies
- Hoehnea epilobioides
- Hoehnea minima
- Hoehnea parvula
- Hoehnea scutellarioides